# Cung điện Grasalkovic
Cung điện Grasalkovic (tiếng Slovakia: Grasalkovičov palác), hay còn gọi là Dinh Tổng thống (Prezidentský palác), là một tòa nhà được xây dựng theo phong cách kiến trúc Rococo đối xứng trục, tọa lạc tại số 2978/1 Phố Hodžovo náměstí trong khu Phố cổ, thành phố Bratislava, Slovakia. Tổng thống Cộng hòa Slovakia đặt trụ sở tại đây từ năm 1996. Vào ngày 23 tháng 10 năm 1963, cung điện Grasalkovic được ghi danh vào Danh sách Di tích Trung ương.

## Lịch sử
Cung điện được Bá tước Anton Grasalkovič xây dựng vào năm 1760. Kiến trúc sư phụ trách đề án xây dựng là Andrej Mayerhofer. Tuy nhiên, cũng có một số nguồn tài liệu khác xem F. A Hillebrandt là tác giả.
Nhà soạn nhạc Joseph Haydn từng biểu diễn trong cung điện Grasalkovic. Sự kiện này được ghi lại trên một tấm bảng tưởng niệm của tác giả Jozef Kostka, treo trên bức tường phía tây của cung điện vào năm 1959. Tấm bảng tưởng niệm này được đăng ký trong Danh sách Di tích Trung ương và hiện đang nằm trong kho lưu trữ của Bảo tàng thành phố Bratislava.
Vào nửa đầu thế kỷ 20, cung điện Grasalkovic đã được sửa đổi theo thiết kế của kiến trúc sư Emil Belluš nhằm làm trụ sở của Tổng thống Cộng hòa Slovakia trong giai đoạn 1939-1945. Hiện nay, cung điện Grasalkovic chủ yếu được gọi là Dinh Tổng thống, vì sau khi được tái thiết vào năm 1996, cung điện trở thành trụ sở của Tổng thống Cộng hòa Slovakia. Tổng thống Michal Kováč đã nhận chìa khóa tượng trưng của cung điện vào ngày 30 tháng 9 năm 1996.